# Avoir vingt ans dans les Aurès
Avoir vingt ans dans les Aurès és una pel·lícula francesa dirigida per René Vautier i estrenada el 12 de maig de 1972. La pel·lícula s'estrenarà en versió digital restaurada el 3 d’octubre de 2012.
El guió està inspirat en el llibre Le Désert à l'aube, de Noël Favrelière, que relata com, a la matinada del 19 d'agost de 1956, va deixar la seva unitat i va alliberar un presoner "rebel" algerià. Publicada l'any 1960 per Les Éditions de Minuit, l'obra va ser embargada i prohibida la seva distribució. Va ser reeditat l'any 2000.

## Argument
L’abril de 1961, al massís de l'Aurès, un comando de caça, format per reclutats bretons, es va enfrontar a un grup de l'Exèrcit d'Alliberament Nacional: fa presoner un algerià. El soldat francès ferit durant l'enfrontament, professor en la vida civil, recorda els fets que va viure amb els seus companys els darrers mesos: la seva oposició a la guerra d'Algèria els va portar a un camp reservat per a insubmissos; recorda com el seu líder va saber transformar-los, de joves bretons antimilitaristes que eren, en formidables caçadors de fellaghas, disposats a matar i agafant-li gust. Tothom, menys ell, cedeixen a poc a poc a l'escalada de violència.

## Repartiment
- Philippe Léotard : el tinenet Perrin
- Alexandre Arcady : Noël
- Hamid Djellouli : Youssef
- Jacques Canselier : Coco
- Jean-Michel Ribes : el capellà
- Alain Scoff : El soldat Lomic
- Jean-Jacques Moreau : Jacques
- Michel Elias : Robert el mestre
- Yves Branellec : Youenn
- Philippe Brizard : La Marie
- Charles Trétout : Charles
- Pierre Vautier : Pierrick
- Alain Vautier : Lanick
- Bernard Ramel : Nanard

## Premis
- Gran Premi de la Setmana de la Crítica (FIPRESCI)[1] al 25è Festival Internacional de Cinema de Canes.

## Producció
- La pel·lícula va ser considerada per alguns com una visió "incorrecta" de la guerra d'Algèria, amb una apologia de la deserció, i va ser objecte de polèmica vint-i-cinc anys després de la seva estrena, en el marc d'un festival a Tourcoing el novembre de 1997.[2]
- El general Maurice Faivre descriu la pel·lícula com "una caricatura de la realitat". Critica el títol pel seu "desconeixement geogràfic" i recorda que els comandos de caça eren "soldats d'elit, voluntaris per a aquesta missió", i no "gossos bojos i violents".[3]
- Per Gilles Manceron, Avoir vingt ans dans les Aurès «és — entre les poques pel·lícules fetes a França sobre la guerra d'Algèria— una de les poques que té aquesta qualitat i aquesta força de testimoniatge a l'esdeveniment».[4]